# Szulborze Wielkie
Szulborze Wielkie – wieś sołecka w Polsce położona w województwie mazowieckim, w powiecie ostrowskim. Siedziba gminy Szulborze Wielkie.
| SIMC    | Nazwa    | Rodzaj    |
| ------- | -------- | --------- |
| 0407813 | Grabniak | część wsi |

W latach 1975–1998 miejscowość administracyjnie należała do województwa łomżyńskiego.
Miejscowość jest siedzibą gminy Szulborze Wielkie oraz parafii rzymskokatolickiej NMP Królowej Polski, należącej do metropolii białostockiej, diecezji łomżyńskiej, dekanatu Czyżew.
W miejscowości znajduje się przystanek kolejowy Szulborze Wielkie.
W pobliżu miejscowości znajduje się pomnik ustawiony na masowych grobach ludności żydowskiej, której kilka tysięcy członków padło ofiarą Niemców.